# 영주풍기인삼축제
영주풍기인삼축제는 경상북도 영주시에서 개최하는 특산물 축전이다.